# Charles Tennyson Turner
Charles Tennyson Turner (4 de Julho de 1808 – 25 de Abril de 1879) foi um poeta inglês.
Nascido em Somersby, Lincolnshire, foi o irmão mais velho de Alfred Tennyson; a sua amizade e "união fraternal" é revelada no seu livro conjunto, Poems by Two Brothers ("Poemas por Dois Irmãos").